# Callidiellum cupressi
Callidiellum cupressi là một loài bọ cánh cứng trong họ Cerambycidae.